# Sferă Dyson

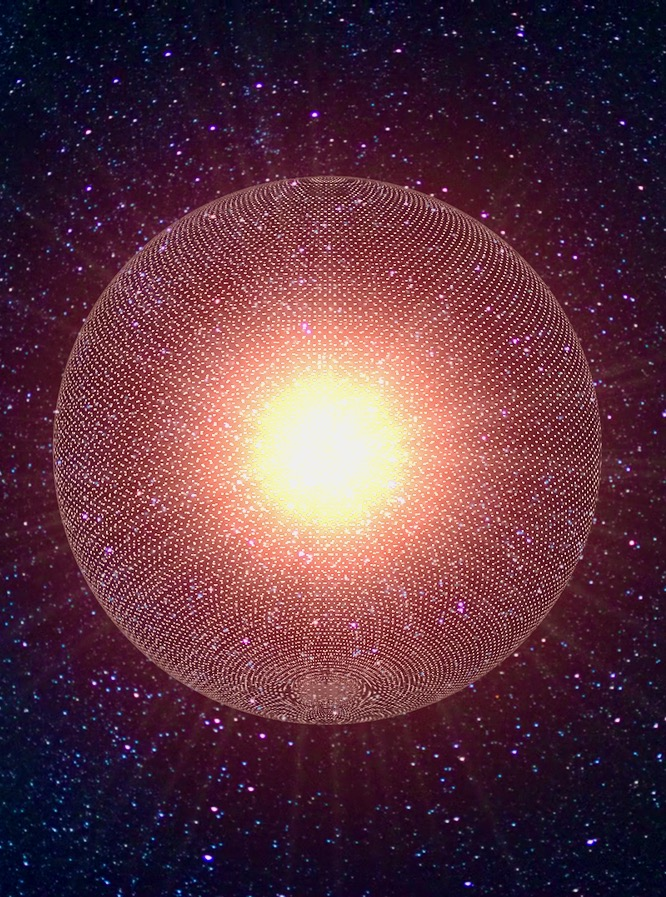
O reprezentare ipotetică a unui roi Dyson care înconjoară o stea

O sferă Dyson este o megastructură ipotetică care înconjoară o stea și captează un procent mare din energia sa radiantă. Conceptul este un experiment de gândire care încearcă să explice modul în care o civilizație spațială și-ar îndeplini cerințele energetice odată ce aceste cerințe depășesc ceea ce poate fi generat numai din resursele planetei natale. Deoarece doar o mică parte din emisiile de energie ale unei stele ajunge la suprafața oricărei planete care o orbitează, construirea de structuri care să înconjoare o stea ar permite unei civilizații să colecteze mult mai multă energie.
Prima descriere contemporană a acestui gen de structură energetică a fost făcută de Olaf Stapledon în romanul său științifico-fantastic Star Maker (publicat în anul 1937 și considerat de Sir Arthur C. Clarke a fi "probabil cea mai puternică operă de imaginație scrisă vreodată") în care a descris "...nu numai că fiecare sistem solar era acum înconjurat de o țesătură de capcane de lumină, care concentrau energia solară care scăpa pentru o utilizare inteligentă, astfel încât întreaga galaxie a fost estompată...". Conceptul a fost popularizat ulterior de Freeman Dyson în lucrarea sa din 1960 „Search for Artificial Stellar Sources of Infrared Radiation”. Dyson a speculat că astfel de structuri ar fi consecința logică a nevoilor de energie în creștere ale unei civilizații tehnologice și ar fi o necesitate pentru supraviețuirea ei pe termen lung. El a propus că căutarea unor astfel de structuri ar putea duce la detectarea vieții extraterestre avansate și inteligente. Diferite tipuri de sfere Dyson și capacitatea lor de a colecta energie ar corespunde nivelurilor de progres tehnologic pe Scara Kardashev.
De atunci, alte variante de design care implică construirea unei structuri artificiale sau a unei serii de structuri care să cuprindă o stea au fost propuse în domeniul ingineriei exploratoare sau descrise în nuvele științifico-fantastice sub numele de „sferă Dyson”. Aceste propuneri ulterioare nu s-au limitat la centrale solare, multe dintre ele implicând elemente de locuit sau industriale. Cele mai multe descrieri fictive descriu un înveliș solid de materie care înconjoară o stea, care a fost considerată de însuși Dyson varianta cea mai puțin plauzibilă a ideii. În mai 2013, la Simpozionul Starship Century din San Diego, Dyson și-a repetat comentariile că și-ar fi dorit ca conceptul să nu fie numit după el.

## Originea conceptului
Conceptul sferei Dyson a fost rezultatul unui experiment de gândire al fizicianului și matematicianului Freeman Dyson, care a teoretizat că toate civilizațiile tehnologice își cresc încontinuu cererea de energie. El a argumentat că, dacă civilizația umană și-ar extinde cererea de energie suficient de mult, va veni un moment în care va solicita producția totală de energie a Soarelui. El a propus un sistem de structuri orbitale (la care s-a referit inițial ca un înveliș) concepute pentru a intercepta și colecta toată energia produsă de Soare. Propunerea lui Dyson nu a detaliat modul în care va fi construit un astfel de sistem, ci s-a concentrat doar pe probleme de colectare a energiei, pe baza faptului că o astfel de structură ar putea fi identificată prin spectrul său neobișnuit de emisie în infraroșu în comparație cu o stea. Lucrarea sa din 1960 „Search for Artificial Stellar Sources of Infra-Red Radiation”, publicată în revista Science, este considerată prima care a oficializat conceptul de sfere Dyson.
Cu toate acestea, Dyson nu a fost primul care a avansat această idee. S-a inspirat din romanul științifico-fantastic din 1937 Star Maker de Olaf Stapledon și, posibil, din lucrările lui J. D. Bernal.

## Fezabilitate
Deși astfel de megastructuri sunt teoretic posibile, construirea unui sistem stabil de sfere Dyson este în prezent cu mult peste capacitatea de inginerie a umanității. Efortul necesar pentru a obține, transmite și menține o sferă Dyson completă depășește capacitățile industriale actuale. George Dvorsky a susținut utilizarea roboților cu auto-replicare pentru a depăși această limitare într-un termen relativ apropiat. Unii au sugerat că habitate de sfere Dyson ar putea fi construite în jurul piticelor albe și chiar al pulsarilor.

## Variante
În relatările fictive, conceptul de sferă Dyson este adesea interpretat ca o sferă de materie artificială, goală, în jurul unei stele. Această percepție se bazează pe o interpretare literală a lucrării scurte originale a lui Dyson care introduce conceptul. Ca răspuns la scrisorile solicitate de unele lucrări, Dyson a răspuns: „Un înveliș sau un inel solid care înconjoară o stea este imposibil din punct de vedere mecanic. Forma de „biosferă” pe care am avut-o în vedere constă într-o colecție liberă sau roi de obiecte care călătoresc pe orbite independente în jurul stelei".

### Roiul Dyson

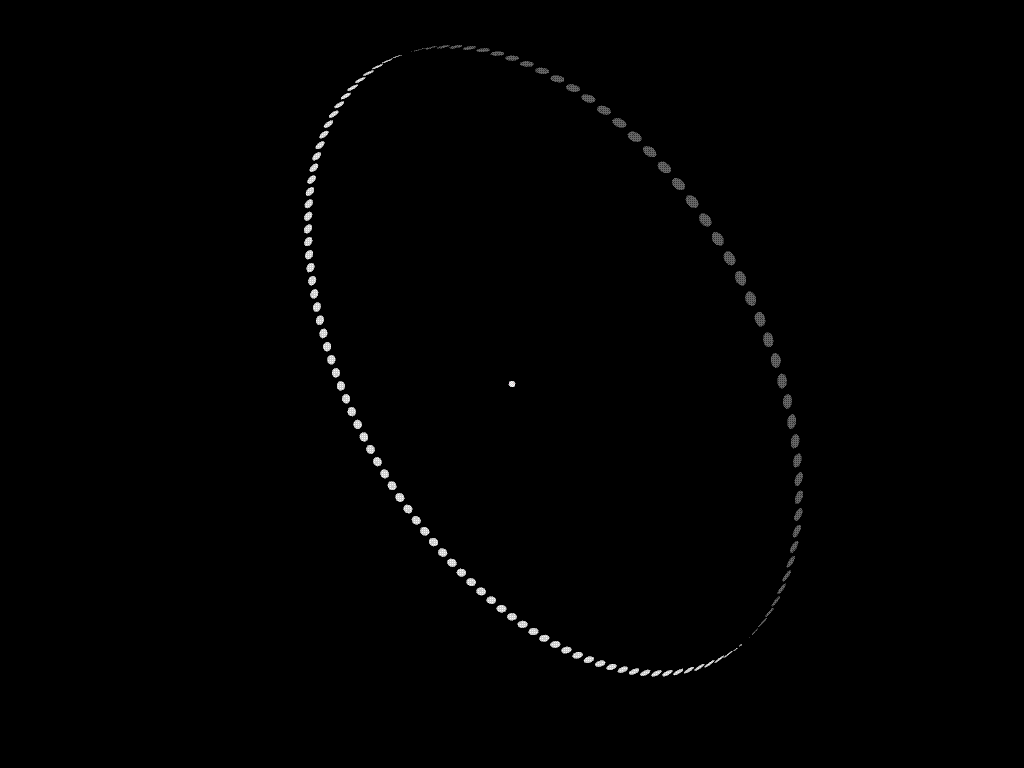
Un inel Dyson - cea mai simplă formă a roiului Dyson - la scară. Orbită are o rază de 1 UA, colectorii au un diametru de 1,0×107 km (10 Gm sau ≈25 de ori distanța Pământ-Lună), distanțați la 3 grade de la centru la centru în jurul cercului orbital.

Varianta cea mai apropiată de concepția originală a lui Dyson este „roiul Dyson”. Constă dintr-un număr mare de construcții independente (de obicei sateliți cu panouri solare și habitate spațiale) care orbitează într-o formațiune densă în jurul stelei. Această abordare de construcție are avantaje: componentele pot fi dimensionate corespunzător și pot fi construite în mod incremental. Diferite forme de transfer de energie fără fir ar putea fi utilizate pentru a transfera energie între componentele roiului și o planetă.
Dezavantajele rezultate din natura mecanicii orbitale ar face ca dispunerea orbitelor roiului să fie extrem de complexă. Cel mai simplu astfel de aranjament este inelul Dyson, în care toate aceste structuri au aceeași orbită. Modele mai complexe, cu mai multe inele, ar intercepta o mai mare parte a energiei radiante a stelei, dar ar duce la eclipsarea unor construcții pe altele, periodic, atunci când orbitele lor se suprapun. O altă problemă potențială este că odată cu adăugarea mai multor elemente crește probabilitatea perturbațiilor orbitale.
Un astfel de nor de colectori ar altera lumina emisă de sistemul stelar (vezi mai jos). Cu toate acestea, întreruperea în comparație cu spectrul natural general emis al unei stele ar fi cel mai probabil prea mică pentru ca astronomii de pe Pământ să o poată observa.

### Bula Dyson
Un al doilea tip de sferă Dyson este „bula Dyson”. Ar fi similar cu un roi Dyson, compus din mai multe construcții independente și, de asemenea, ar putea fi construit în mod incremental.

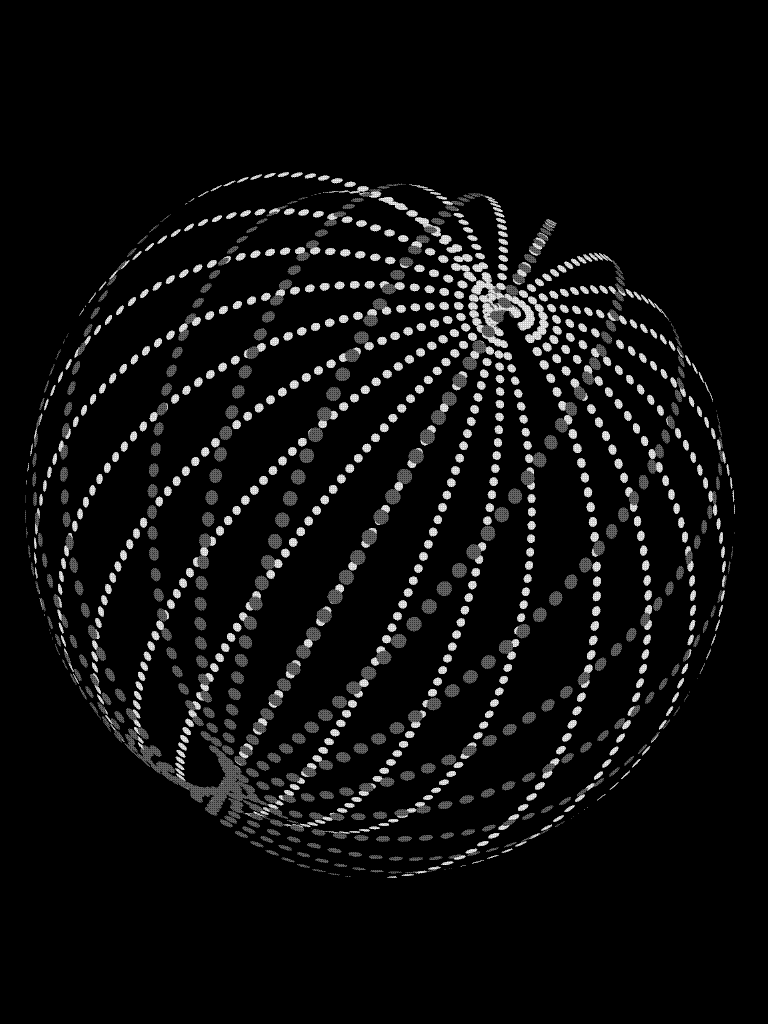
Un aranjament relativ simplu de mai multe inele Dyson de tipul din imaginea de mai sus, pentru a forma un roi Dyson mai complex. Razele orbitale ale inelelor sunt distanțate la 1,5×10^{7} km una față de alta, dar raza orbitală medie este încă de 1 UA. Inelele sunt rotite cu 15 grade unul față de celălalt, în jurul unei axe comune de rotație.

Spre deosebire de roiul Dyson, structurile care îl alcătuiesc nu se află pe orbită în jurul stelei, ci ar fi staționare - sateliți suspendați prin utilizarea unor pânze ușoare enorme care folosesc presiunea radiației pentru a contracara forța gravitațională a stelei. Astfel de construcții nu ar fi în pericol de coliziune sau de eclipsare reciprocă; ar fi total staționare în raport cu steaua și independente unul de celălalt. Deoarece raportul dintre presiunea radiației și forța gravitațională de la o stea este constant, indiferent de distanță (cu condiția ca satelitul să aibă o linie de vizibilitate neobstrucționată față de suprafața stelei sale), astfel de sateliți ar putea, de asemenea, să-și modifice distanța față de steaua lor centrală.
Practicalitatea acestei abordări este discutabilă cu știința materialelor moderne, dar nu poate fi încă exclusă. Un satelit 100% reflectorizant desfășurat în jurul Soarelui ar avea o densitate totală de 0,78 grame pe metru pătrat de vele. Pentru a ilustra masa redusă a materialelor necesare, luați în considerare că masa totală a unei bule dintr-un astfel de material cu o rază de 1 UA ar fi de aproximativ 2,17×1020 kg, care este aproximativ aceeași masă cu asteroidul Pallas. O altă ilustrație: hârtia de imprimantă are o densitate de aproximativ 80 g/m2.
Un astfel de material nu a fost încă produs sub forma unei vele ușoare de lucru. Cel mai ușor material de velă din fibră de carbon produs în prezent are o densitate - fără sarcină utilă - de 3 g/m2, sau de aproximativ de patru ori mai greu decât ar fi necesar pentru a construi un stator solar.
O singură foaie de grafen, forma bidimensională a carbonului, are o suprafață teoretică de 2629 g/m2, făcând ca o singură foaie de grafen să fie eficientă ca velă solară. La data de 2015 grafenul nu a fost fabricat în foi mari și are o rată relativ mare de absorbție a radiațiilor, aproximativ 2,3% (adică, încă aproximativ 97,7% vor fi transmise). Pentru frecvențele din intervalul superior și inferior THz, rata de absorbție este de până la 50–100% din cauza polarizării tensiunii și/sau a dopajului.

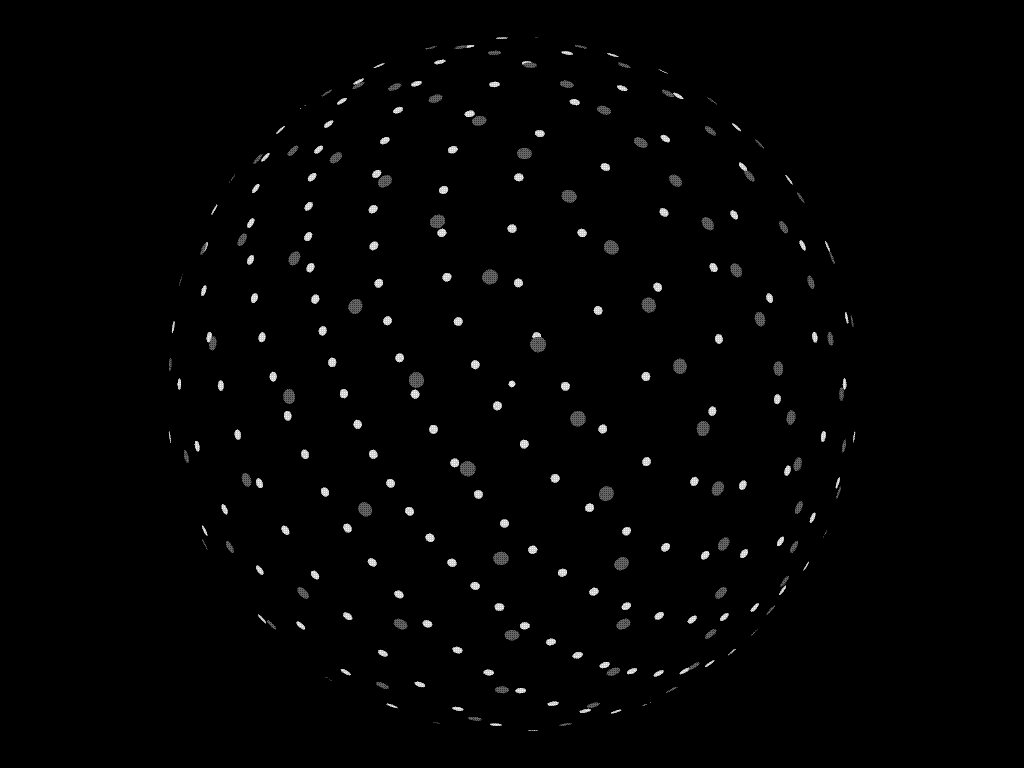
O bulă Dyson: un aranjament de state în jurul unei stele, într-un model non-orbital. Atâta timp cât un satelit are o linie de vedere neobstrucționată față de stea sa, el poate pluti în orice punct din spațiu în apropierea stelei sale. Acest aranjament relativ simplu este doar unul dintr-un număr infinit de configurații posibile de stat și este menit ca un contrast doar pentru un roi Dyson. Statitele sunt ilustrate cu aceeași dimensiune ca și colectoarele din imaginea de mai sus și sunt aranjate la o distanță uniformă de 1 UA de stea.

Nanotuburile de carbon ultra-ușoare prinse prin tehnici de fabricație moleculară au densități între 1,3 g/m2 și 1,4 g/m2. Până când o civilizație este gata să folosească această tehnologie, producția nanotuburilor de carbon ar putea fi suficient de optimizată pentru ca acestea să aibă o densitate mai mică decât necesarul de 0,7 g/m2, iar densitatea medie a pânzei cu tachelaj (ansamblul parâmelor folosite la fixarea arborilor sau la manevrarea pânzelor și a vergilor pe o navă) ar putea fi menținută la 0,3 g/m2. (o velă ușoară „stabilizată în rotire” necesită o masă suplimentară minimă în tachelaj). Dacă o astfel de velă ar putea fi construită la această densitate de suprafață, un habitat spațial de dimensiunea cilindrului O'Neill propus de Societatea L5 — 500 km2, cu spațiu pentru peste 1 milion de locuitori, cu o masă de 2,72×109 kg (3×106 tone) — ar putea fi susținută de o velă circulară ușoară de 3.000 km în diametru, cu o masă combinată pânză/habitat de 5,4×109 kg. Pentru comparație, acesta este doar puțin mai mic decât diametrul lunii Europa a lui Jupiter (deși vela este un disc plat, nu o sferă). O astfel de structură ar avea, totuși, o masă mult mai mică decât mulți asteroizi. Deși construirea unui astfel de stat locuibil masiv ar fi o întreprindere gigantică, iar știința materială necesară în spatele acesteia este în stadiu incipient, există alte fapte inginerești și materiale necesare propuse în alte variante de sfere Dyson.
În teorie, dacă s-ar crea și s-ar desfășura destui sateliți în jurul stelei lor, aceștia ar compune o versiune non-rigidă a carcasei Dyson menționată mai jos. O astfel de carcasă nu ar suferi dezavantajele presiunii masive de compresiune și nici cerințele de masă ale unei astfel de carcase nu sunt la fel de mari ca la forma rigidă. O astfel de înveliș ar avea, totuși, aceleași proprietăți optice și termice ca și forma rigidă și ar fi detectată de către cercetători într-un mod similar (vezi mai jos).

### Carcasa Dyson
Varianta sferei Dyson cel mai des descrisă în ficțiune este „carcasa Dyson”: un înveliș solid uniform de materie în jurul stelei. O astfel de structură ar modifica complet emisiile stelei centrale și ar intercepta 100% din producția de energie a stelei. O astfel de structură ar oferi, de asemenea, o suprafață imensă pe care mulți o imaginează că ar fi folosită pentru locuire, dacă suprafața ar putea fi locuibilă.
O carcasă Dyson cu o rază de o unitate astronomică, astfel încât suprafața interioară să primească aceeași cantitate de lumină solară ca și Pământul pe unitate de unghi solid, ar avea o suprafață de aproximativ 2,8×1017 km2, sau de aproximativ 550 de milioane de ori suprafața Pământului. Aceasta ar intercepta toți cei 384,6 yottawați (3,846×1026 wați) ai producției Soarelui. Proiectele non-carcasă ar intercepta mai puțin, dar varianta de carcasă reprezintă energia maximă posibilă capturată în acest punct al evoluției Soarelui. Acesta este de aproximativ 33 de trilioane de ori consumul de energie al omenirii în 1998, care a fost de 12 terawați.
Există câteva dificultăți teoretice serioase cu varianta învelișului solid a sferei Dyson:
- Un astfel de înveliș nu ar avea nicio interacțiune gravitațională netă cu steaua sa înglobată (vezi teorema cochiliei) și ar putea deriva în raport cu steaua centrală. Dacă astfel de mișcări nu ar fi corectate, ele ar putea duce în cele din urmă la o coliziune între sferă și stea - cel mai probabil cu rezultate dezastruoase. Astfel de structuri ar avea nevoie fie de o formă de propulsie pentru a contracara orice derivă, fie de o modalitate de a respinge suprafața sferei.

Reprezentarea unei sfere Dyson cu raza
R = 1 UA

- Din același motiv, o astfel de coajă nu ar avea nicio interacțiune gravitațională netă cu orice altceva în interiorul său. Conținutul oricărei biosfere plasate pe suprafața interioară a unei carcase Dyson nu ar fi atras de suprafața sferei și ar cădea pur și simplu în stea. S-a propus că o biosferă ar putea fi cuprinsă între două sfere concentrice, plasate pe interiorul unei sfere rotative (caz în care, forța „gravitației” artificiale este perpendiculară pe axa de rotație determinând toată materia plasată în interior a sferei să se reunească în jurul ecuatorului, făcând efectiv un inel Niven în scopul locuirii, dar totuși pe deplin eficient ca colector de energie radiantă) sau plasată în exteriorul sferei, unde ar fi ținută în loc de gravitația stelei. În astfel de cazuri, ar trebui concepută o formă de iluminare sau o sferă făcută cel puțin parțial transparentă, deoarece lumina stelei ar fi altfel complet ascunsă.

- Dacă se presupune o rază de 1 UA, atunci rezistența la compresiune a materialului care formează sfera ar trebui să fie imensă pentru a preveni implozia datorată gravitației stelei. Orice punct selectat în mod arbitrar de pe suprafața sferei poate fi privit ca fiind sub presiunea bazei unui dom de 1 UA în înălțime sub gravitația Soarelui la acea distanță. Într-adevăr, poate fi privit ca fiind la baza unui număr infinit de domuri selectate în mod arbitrar, dar deoarece o mare parte din forța de la un dom arbitrar este contracarată de cele ale altuia, forța netă în acel punct este imensă, dar finită. Niciun material cunoscut sau teoretizat nu este suficient de puternic pentru a rezista la această presiune și pentru a forma o sferă rigidă, statică în jurul unei stele. S-a propus de Paul Birch (în legătură cu construcțiile mai mici „Supra-Jupiter” în jurul unei planete mari, mai degrabă decât a unei stele) că ar putea fi posibil să se susțină o carcasă Dyson prin mijloace dinamice similare cu cele folosite într-o fântână spațială. Masele care se deplasează pe piste circulare în interiorul sferei, la viteze semnificativ mai mari decât viteza orbitală, ar apăsa în exterior pe lagărele magnetice din cauza forței centrifuge. Pentru un înveliș Dyson cu raza de 1 UA în jurul unei stele cu aceeași masă ca Soarele, o masă care călătorește cu de zece ori viteza orbitală (297,9 km/s) ar suporta de 99 ({\displaystyle a={\frac {v_{2}}{r}}}) de ori propria sa masă în înveliș suplimentar.

- De asemenea, dacă se presupune o rază de 1 UA, este posibil să nu existe suficient material de construcție în Sistemul Solar pentru a construi o carcasă Dyson. Anders Sandberg estimează că există 1,82×1026 kg de material de construcție ușor de utilizat în Sistemul Solar, suficient pentru o carcasă de 1 UA cu o masă de 600 kg/m2 — aproximativ 8–20 cm grosime, în medie, în funcție de densitatea material. Aceasta include nucleele greu accesibile ale giganților gazoși; Doar planetele interioare furnizează doar 11,79×1024 kg, suficient pentru o înveliș de 1 UA cu o masă de doar 42 kg/m2.

- Învelișul ar fi vulnerabil la impactul corpurilor interstelare, cum ar fi cometele, meteoriții și materialele din spațiul interstelar care sunt în prezent deviate de șocul arcului Soarelui. Heliosfera și orice protecție pe care o oferă teoretic ar înceta să mai existe.

### Alte tipuri

#### Pânza Dyson
O altă posibilitate este „pânza Dyson”, o rețea de cabluri înșirate în jurul stelei care ar putea avea unități de colectare a energiei sau a căldurii înșirate între cabluri. Plasa Dyson se reduce la un caz special de coajă sau bule Dyson, totuși, în funcție de modul în care cablurile sunt susținute împotriva gravitației soarelui.

#### Bubbleworld
O lume cu bule este o construcție artificială care constă dintr-un înveliș de spațiu viu în jurul unei sfere de hidrogen gazos. Învelișul conține aer, oameni, case, mobilier etc. Ideea a fost concepută pentru a răspunde la întrebarea „Care este cea mai mare colonie spațială care poate fi construită?”Cu toate acestea, cea mai mare parte a volumului nu este locuibilă și există nicio sursa de energie.
Teoretic, orice gigant gazos ar putea fi închis într-o carcasă solidă; la o anumită rază gravitația de suprafață ar fi terestră, iar energia ar putea fi furnizată prin atingerea energiei termice a planetei.Acest concept este explorat periferic în romanul Accelerando (și nuvela Curator, care este încorporată în roman ca un capitol) de Charles Stross, în care Saturn este convertit într-o lume locuibilă de oameni.

#### Motorul stelar
Motoarele stelare sunt o clasă de megastructuri ipotetice al căror scop este extragerea de energie utilă dintr-o stea, uneori în scopuri specifice. De exemplu, creierul Matrioshka extrage energie în scopuri de calcul; Propulsoarele Shkadov extrag energie pentru propulsie. Unele dintre modelele de motoare stelare propuse se bazează pe sfera Dyson.
O gaură neagră ar putea fi sursa de energie în locul unei stele, pentru a crește eficiența conversiei materiei în energie. O gaură neagră ar fi, de asemenea, mai mică decât o stea. Acest lucru ar reduce distanțele de comunicare care ar fi importante pentru societățile bazate pe computer, așa cum sunt cele descrise mai sus.

## Căutarea de megastructuri
În lucrarea originală a lui Dyson, el a speculat că civilizațiile extraterestre suficient de avansate ar urma probabil un model de consum de energie similar cu cel al oamenilor și, în cele din urmă, își vor construi propria sferă de colecționari. Construirea unui astfel de sistem ar transforma o astfel de civilizație într-o civilizație Kardashev de tip II.
Existența unui astfel de sistem de colectori ar altera lumina emisă de sistemul stelar. Colectorii ar absorbi și rearadiază energia din stea.Lungimea (lungimile) de undă a radiației emise de colectoare ar fi determinată de spectrele de emisie ale substanțelor care le compun și de temperatura colectoarelor. Deoarece se pare cel mai probabil că acești colectori ar fi alcătuiți din elemente grele care nu se găsesc în mod normal în spectrele de emisie ale stelei lor centrale – sau cel puțin să nu radieze lumină la energii atât de „scăzute” în comparație cu ceea ce ar emite ca fiind lipsite de energie. nuclee din atmosfera stelară — ar exista lungimi de undă atipice ale luminii pentru tipul spectral al stelei în spectrul luminos emis de sistemul stelar. Dacă procentul de ieșire a stelei astfel filtrat sau transformat prin această absorbție și reradiere a fost semnificativ, ar putea fi detectat la distanțe interstelare.
Având în vedere cantitatea de energie disponibilă pe metru pătrat la o distanță de 1 UA de Soare, este posibil să se calculeze că cele mai multe substanțe cunoscute ar reradia energie în partea infraroșie a spectrului electromagnetic. Astfel, o sferă Dyson, construită din forme de viață care nu se deosebesc de oameni, care locuiau în apropierea unei stele asemănătoare Soarelui, realizată cu materiale similare cu cele disponibile pentru oameni, ar provoca cel mai probabil o creștere a cantității de radiații infraroșii în spectrul emis al sistemului stelar. Prin urmare, Dyson a ales titlul „Search for Artificial Stellar Sources of Infrared Radiation” pentru lucrarea sa publicată.
SETI a adoptat aceste ipoteze în căutarea lor, căutând astfel de spectre „grele în infraroșu” din analogii solari. Începând cu 2005, Fermilab are un studiu în curs de desfășurare pentru astfel de spectre prin analiza datelor de la satelitul astronomic cu infraroșu (IRAS).Identificarea uneia dintre numeroasele surse infraroșu ca sferă Dyson ar necesita tehnici îmbunătățite pentru discriminând între o sferă Dyson și sursele naturale. Fermilab a descoperit 17 potențiali candidați „ambigui”, dintre care patru au fost numiți „distrași, dar încă îndoielnici”. Alte căutări au dus, de asemenea, la mai mulți candidați, care sunt, totuși, neconfirmați.
Pe 14 octombrie 2015, oamenii de știință de la Planet Hunters au descoperit fluctuații neobișnuite ale luminii stelei KIC 8462852, capturate de telescopul spațial Kepler. Vedeta a fost supranumită „Steaua lui Tabby” după Tabetha S. Boyajian – autorul principal al studiului inițial. Fenomenul a ridicat speculații că ar fi putut fi descoperită o sferă Dyson. O analiză ulterioară bazată pe date până la sfârșitul anului 2017 a arătat o diminuare dependentă de lungimea de undă în concordanță cu praful, dar nu cu un obiect opac, cum ar fi o megastructură extraterestră, care ar bloca toate lungimile de undă ale luminii în mod egal.
Proiectul Breakthrough Listen caută, de asemenea, astfel de anomalii.

## Ficțiune
Sfera Dyson își are originea în ficțiune și este un concept care a apărut adesea în science fiction de atunci. În relatările fictive, sferele Dyson sunt cel mai adesea descrise ca o coajă Dyson, dificultățile gravitaționale și de inginerie ale acestei variante menționate mai sus fiind în mare măsură ignorate.

## Vezi și
- Astroinginerie
- Copac Dyson